# С-49
С-49 («Спартак-49») — однозарядная спортивная винтовка, созданная Е. Ф. Драгуновым на базе винтовки Мосина. Была запущена в серийное производство в 1949 году. Считается первой произвольной винтовкой советского производства. Pазрабатывалась к летней Олимпиаде 1952 года в Хельсинки, применялась на Олимпийских играх вплоть до XXI игр 1976 года в Монреале. В 1950 году советский спортсмен В. Борисов с её помощью принёс сборной СССР первый мировой рекорд по стрельбе. Произведено около 150 экземпляров.

## Конструкция
Имеет затворную группу от винтовки обр. 1891/30 г., диоптрический прицел, пистолетную рукоятку с выемкой для большого пальца правой руки, ложу из тонированной берёзы с выраженной «щекой», антабкой и штатным нагелем. Ствол не вывешен.